# Train Simulator (Computerspielreihe)
Train Simulator ist eine japanische Eisenbahnsimulationsreihe von Ongakukan mit dem Musiker Minoru Mukaiya als Produzenten. Die Serie zählt in ihrem Genre zu einer der ersten, da das erste Spiel schon 1995 erschien. Keins der Spiele ist außerhalb Japans erschienen, ausgenommen Railfan: Taiwan High Speed Rail, das ins Chinesische und Englische übersetzt wurde.
Die Spiele enthalten nur japanische Strecken und Züge, ausgenommen vier Teile mit Strecken in Deutschland, Frankreich, Taiwan und Südkorea. Als Simulationsbasis werden Videoaufnahmen aus der Fahrerkabine benutzt. Ongakukan stattet seine Spiele mit vielen technischen Details aus und produziert seit 2005 auch Programme für das Lokführertraining.

## Versionen
Sechs unterschiedliche Serien wurden produziert.

### Train Simulator (1995–2000)
Die Originalserie wird seit 1995 sowohl für Microsoft Windows als auch für Macintosh produziert.
- Train Simulator Chūō-sen 201-kei (Nakano – Toyoda)
- Train Simulator Tōkaidō-honsen 211-kei (Kamonomiya – Totsuka)
- Train Simulator Tōhoku-honsen 211-kei (Toro – Mamada)
- Train Simulator Odakyū Dentetsu Odawara-sen 5000-gata (Chitose Funabashi – Sagami Ono)
- Train Simulator Sagami Tetsudō Honsen 9000-kei (Yokohama – Ebina)
- Train Simulator Doitsu Tetsudō Rhein-gawa sagansen (dt. „linksrheinische Linie“; Bingen – Koblenz)
- Train Simulator Nambu Jūkan Tetsudō (Shichinohe – Noheji; Auch als Sammlerausgabe verfügbar.)
- Train Simulator Keikyū Honsen, Kurihama-sen (Shinagawa – Misakiguchi)
- Train Simulator JR Shikoku 1 (Takamatsu – Kotohira, Takamatsu – Kojima)
- Train Simulator Seibu Tetsudō Shinjuku-sen (Seibu Shinjuku – Honkawagoe)
- Train Simulator Nagoya Tetsudō 1 (Kanayama – Shin-Unuma, Inuyama – Shin-Kani)
- Train Simulator Hanshin Denki Tetsudō (Umeda – Kosoku Kobe)
- Train Simulator JR Hokkaidō (Yoichi – Sapporo)
- Train Simulator JR Higashi-Nihon Yamanote-sen Uchimawari (Osaki – Osaki; gegen den Uhrzeigersinn)
- Train Simulator Minami-France (Südfrankreich, Cannes – Nizza – Monte Carlo – Menton)
- Train Simulator Kintetsu Minami-Ōsaka-sen (Abenobashi – Yoshino)
- Train Simulator Keihin-Tōhoku-sen (Kamata – Omiya)

### Train Simulator Plus (2000–2001)
Die Plus-Reihe wurde nur für Windows veröffentlicht.
- Train Simulator PLUS Keihan Denki Tetsudō (Yodoyabashi – Demachi Yanage)
- Train Simulator PLUS JR Higashi-Nihon Chūō-sen 2 (Tokyo – Otsuki)
- Train Simulator PLUS Odakyū Dentetsu Odawara-sen 2 (Shinjuku – Odawara)
- Train Simulator PLUS Kyōto-shiei chikatetsu Karasuma-sen & Kintetsu Kyōto-sen (Kokusai Kaikan – Takeda – Kintetsu Nara)

### Train Simulator Real (2001–2002)
Diese Reihe wurde nur für die PlayStation 2 veröffentlicht.
- Train Simulator Real: THE Yamanote-sen (Oktober 2001; Osaki – Osaki; im Uhrzeigersinn)
- Train Simulator Real: THE Keihin Kyūkō (Oktober 2002; Misakiguichi – Shinagawa, Flughafen Haneda – Keikyū Kamata – Shinagawa)

### Train Simulator (2003–2005)
Die Reihe wurde ebenfalls nur für die PlayStation 2 veröffentlicht.
- Train Simulator: Midōsuji-sen (Oktober 2003; Nakamozu – Senri Chūō; U-Bahn Ōsaka)
- Train Simulator + Densha de GO!: Tōkyō Kyūkō-hen (Dezember 2003; Sakuragicho – Shibuya, Shibuya – Chūō Rinkan, Oimachi – Futako Tamagawa)
- Train Simulator: Keisei, Toei Asakusa, Keikyū-sen (August 2005; Flughafen Haneda – Aoto, Ueno – Flughafen Narita)
- Train Simulator: Kyūshū Shinkansen (Oktober 2005; Shin-Yatsushiro – Kagoshima Chūō, Kumamoto – Minamata, Kumamoto – Shin-Yatsushiro)

### Mobile Train Simulator (2005–2006)
Diese Serie für die PlayStation Portable wurde in Japan, Hongkong, Taiwan und Singapur verkauft. Der erste Teil wurde gemeinsam mit dem Entwickler Taito, der die Konkurrenzserie Densha de Go! entwickelt, produziert.
- Mobile Train Simulator + Densha de GO!: Tōkyō Kyūkō-hen (Februar 2005; Sakuragicho-Shibuya, Shibuya-Chūō Rinkan, Oimachi-Futako Tamagawa)
- 2006.02: Mobile Train Simulator: Keisei, Toei Asakusa, Keikyū-sen (Flughafen Haneda-Aoto, Ueno-Flughafen Narita)

### Railfan (2006–2007)
Die bisher letzte Serie, Railfan, wurde für die PlayStation 3 entwickelt. Der erste Teil wurde von Taito entwickelt und durch Ongakukan in Japan, durch Sony Computer Entertainment in Asien (Hongkong, Taiwan und Singapur) und durch Cyberfront Korea in Südkorea vertrieben. Der 2. Teil wurde von dem taiwanischen Entwickler Actainment entwickelt und zuerst für Asien durch Sony und später durch Ongakukan in Japan vertrieben.
- Railfan (2006): Enthält die Chūō-Schnelllinie (Mitaka-Tokio), Keihan Hauptlinie, Ōtō-Linie (Demachiyanagi-Yodoyabashi), und die die Brown Line der Chicago Elevated (Fullerton-Loop-Fullerton)
- Railfan: Taiwan Kōsoku (2007; Taiwan High Speed Rail; Zuoying-Taipei)

## Controller
Für die Reihe wurden eine Vielzahl von Controllern produziert:
- Train Mascon: Verbindet sich über die serielle Schnittstelle mit dem PC oder Macintosh.
- Master Controller II for Trainsimulator (USB)
- Multi Train Controller für PlayStation 2